# كونراد ألين
كونراد ألين (بالإنجليزية: Conrad Allen)‏ هو جيولوجي أمريكي، ولد في 1968 في ماريون في الولايات المتحدة.